# Монумент Ухуру
Монумент Ухуру (суахили Mnara wa Uhuru, англ. Uhuru Monument; так же известен как памятник факелу Ухуру) — памятник в честь независимости Танзании в столице страны городе Дар-эс-Салам; местная достопримечательность и туристическая аттракция.
Расположен в центре Дар-эс-Салама в городском парке Мнази-Ммоджа (Mnazi Mmoja Park), частично обнесен забором. Монумент представляет собой белый обелиск с факелом Ухуру (символом свободы Танзании) на верхушке.
Был возведен в 1961 году в честь независимости Танганьики (современной Танзании) и с тех пор является одной из достопримечательностей города и страны.